# سینگ صاحب بزرگ
سینگ صاحب بزرگ (به هندی: Singh Saab the Great) فیلمی محصول سال ۲۰۱۳ و به کارگردانی آنیل شارما است. در این فیلم بازیگرانی همچون سانی دئول، اورواشی رائوتلا، پراکاش راج، آمریتا رایو، جانی لور، راجیت کاپور، درمندرا، بابی دئول ایفای نقش کرده‌اند.